# Gesamtvergütung
Der Begriff Gesamtvergütung stammt aus dem Sozialgesetzbuch V (SGB V) und ist in § 85 definiert:
(1) Die Krankenkasse entrichtet nach Maßgabe der Gesamtverträge an die jeweilige Kassenärztliche Vereinigung (KV) mit befreiender Wirkung eine Gesamtvergütung für die gesamte vertragsärztliche Versorgung der Mitglieder mit Wohnort im Bezirk der Kassenärztlichen Vereinigung einschließlich der mitversicherten Familienangehörigen.
(2) Die Höhe der Gesamtvergütung wird im Gesamtvertrag vereinbart. Die Gesamtvergütung ist das Ausgabenvolumen für die Gesamtheit der zu vergütenden vertragsärztlichen Leistungen; sie kann als Festbetrag oder auf der Grundlage des Bewertungsmaßstabes nach Einzelleistungen, nach einer Kopfpauschale, nach einer Fallpauschale oder nach einem System berechnet werden, das sich aus der Verbindung dieser oder weiterer Berechnungsarten ergibt.
Der § 85 gilt auch für die Kassenzahnärztlichen Vereinigungen (KZV).
Die Verteilung der Gesamtvergütung auf die Vertragsärzte bzw. Vertragspsychotherapeuten erfolgte bis 2011 im Honorarverteilungsvertrag (HVV). Seitdem wird er in Form eines Honorarverteilungsmaßstabs (HVM) als Satzungsrecht der einzelnen KV bzw. KZV durch deren Vertreterversammlungen im Benehmen mit den Krankenkassen beschlossen. Die Gesamtvergütungsobergrenze bestimmt das Budget der jeweiligen KV oder KZV, das nicht überschritten werden darf. Der Honorarverteilungsmaßstab (HVM) sorgt dafür, dass eine drohende Überschreitung durch Honorarkürzungen für die erbrachten ärztlichen, psychotherapeutischen oder zahnärztlichen Leistungen abgepuffert wird.